# Hulaki Wielkie
Hulaki Wielkie (ukr. Великі Гуляки,) – wieś na Ukrainie w rejonie fastowskim obwodu kijowskiego.
Holaki Wielkie przynależały do województwa kijowskiego Korony Królestwa Polskiego i według wojewódzkiej taryfy podatku podymnego w 1754 we wsi znajdowało się 48 domów. Wieś została zajęta przez Rosję w II rozbiorze Polski (1793). We wsi znajdował się dwór Chojeckich, który od frontu posiadał półokrągły ryzalit z pięcioma kolumnami doryckimi. Przy dworze była stadnina koni arabskich i anglo-arabskich oraz park.

## Urodzeni w Hulakach Wielkich
- Kazimierz Fudakowski – polski ziemianin, polityk, członek Rady Stanu, senator II RP[4].